# Infinite synthesis 2
『infinite synthesis 2』（インフィニット・シンセシス・ツー）は、日本の音楽ユニット・fripSideが2014年9月10日にNBCユニバーサル・エンターテイメントジャパンから発売した第2期3枚目（通算8枚目）のオリジナルアルバム。

## 内容
前作『Decade』から約1年9ヵ月ぶりのオリジナルアルバム。
今作は第2期1stアルバム『infinite synthesis』のアンサーアルバムの位置付けで、八木沼曰く「新旧のリスナー、老若男女問わずfripSideを楽しめるものにしよう」というコンセプトで制作された。
初回限定盤Blu-ray版と初回限定盤DVD版、通常盤の3形態で発売された。各初回限定盤はクリアスリーブとデジパック仕様で、今作のリード曲「infinite synthesis」のミュージック・ビデオとメイキング映像、今作のスポットCM映像3種、インタビュー映像、2013年11月23日に横浜アリーナにて開催された『ANIMAX MUSIX 2013 supported by スカパー!』と、2014年1月25日に日本武道館にて開催された『リスアニ! LIVE 4 SATURDAY STAGE』のライブ映像を収録したBlu-rayとDVDが同梱されている。
オリコンウィークリーチャートで初登場3位を獲得。fripSideとしてアルバム作品で初のトップ3入りを記録した。

## 収録曲
1. sister's noise [4:23]
作詞・作曲・編曲：八木沼悟志
6thシングルの表題曲。
2. infinite synthesis [6:55]
作詞・作曲・編曲：八木沼悟志
今作のリード曲にして表題曲。バラードで始まり、途中からテンポが速くなる曲を目指して制作された。先にバラード部分を完成させて、その後で後半に着手した。また珍しくサビが4つ打ちになっていないが、これについて八木沼は「fripSideで活動して以来、打ち込みサウンドを追求し、fripSideの音になってきている実感があるが、ここで一度、原点を思い出しながらオリジナルのサウンドに近い曲にしてみようと思った」と語っている[4]。歌詞には第2期1stアルバム『infinite synthesis』から3年9ヶ月を経て、これまで応援して支えてくれたリスナー全員に対する感謝の気持ちが込められている[5]。
ミュージック・ビデオは東京都港区のお台場で撮影され、お笑いタレントの小島よしおが出演している[6]。また小島のほかに、お笑いコンビのメイプル超合金もカメオ出演している。
3. fermata 〜Akkord:fortissimo〜 [4:49]
作詞・作曲・編曲：八木沼悟志
全編日本語詞で制作された楽曲。タイトルのフェルマータは音楽用語で「程よく伸ばす」という意味がある。
4. lost dimension [5:12]
作詞・作曲・編曲：八木沼悟志
5. I'm believing you [5:46]
作詞：南條愛乃
作曲・編曲：八木沼悟志
6thシングルのカップリング曲。
6. Secret of my heart [5:25]
作詞：南條愛乃
作曲・編曲：八木沼悟志
告白できずに終わる片思いを描いた楽曲。落ちサビでは主人公の本音が書かれており、八木沼はそれに合わせてその部分のボーカルのリバーブを消音している。また、この楽曲について八木沼は「南條の歌詞と自身のメロディが初めて合致し、互いに誉めあった。」と自己賞賛している。
7. eternal reality [3:53]
作詞：八木沼悟志
作曲：小室哲哉、八木沼悟志
編曲：八木沼悟志
7thシングルの表題曲。
8. black bullet [4:24]
作詞・作曲・編曲：八木沼悟志
8thシングルの表題曲。
9. rain of tears [4:36]
作詞・作曲・編曲：八木沼悟志
終盤に制作された楽曲[7]。
10. scorching heart [4:40]
作詞：南條愛乃
作曲・編曲：八木沼悟志、川﨑海
7thシングルの初回限定盤と通常盤のカップリング曲。
11. waiting for the moment [4:26]
作詞：南條愛乃
作曲・編曲：八木沼悟志
7thシングルの初回限定アニメ盤のカップリング曲。
12. always be with you [5:15]
作詞：南條愛乃
作曲・編曲：八木沼悟志
1990年代を強く意識した楽曲で、歌詞は南條が愛用している物を擬人化させた上でその物を応援する内容となっている[8]。
13. true resonance [4:46]
作詞・作曲・編曲：八木沼悟志
「『I'm believing you』や『Secret of my heart』が失恋の楽曲であったため、幸せな曲も欲しい。アルバムの最後は夏の終わりから秋の足音が聞こえてくる季節感で締めくくりたい」という八木沼の思いから制作された[9]。

## 収録映像曲
ANIMAX MUSIX 2013 supported by スカパー!
1. only my railgun
2. sister's noise
3. eternal reality

リスアニ! LIVE 4 SATURDAY STAGE
1. sister's noise
2. LEVEL5-judgelight-
3. only my railgun

## 参加ミュージシャン
fripSide
- 八木沼悟志：Synthesizer & All Instruments  Programming (全曲)
- 南條愛乃：Vocal (全曲)

Additional Musician
- a2c：Guitar (#1,2,4,5,6,7,8,9,11)
- 戸口田隆広：Guitar (#3,10)
- 井上裕治：Guitar (#12,13)
- 小室哲哉：Synthesizer (#7)
- 川﨑海：Synthesizer (#10,12)
- 太田美帆：Chorus (#8)
- 東京混声合唱団：Chorus (#8)
- 村田泰子ストリングス：Strings (#8)

## タイアップ
- 独立放送局・TBS系列アニメ『とある科学の超電磁砲S』前期オープニングテーマ (#1)
- PlayStation Vita専用ゲームソフト『カデンツァ フェルマータ アコルト：フォルテシモ』主題歌 (#3)
- PlayStation 3・PlayStation Vita専用ゲームソフト『ロストディメンション』主題歌 (#4)
- 独立放送局・TBS系列アニメ『とある科学の超電磁砲S』後期オープニングテーマ (#7)
- 独立放送局・テレビ愛知系アニメ『ブラック・ブレット』オープニングテーマ (#8)